# Герб Берлина
Герб Берлина — официальный символ города Берлин.
Официально утверждён 13 мая 1954 году (для Западного Берлина), однако медведь является символом Берлина со Средних веков. Следует различать герб Берлина (Восточный Берлин, герб 1934 года, действовавшего для Западного Берлина до 1954 года, и в Берлине до поглощения города ФРГ, в 1990 году) столицы ГДР и Западного Берлина (государство, имевшее особый статус), и ранее провинции (городской округа) Пруссии (смотреть, в шаблоне версию герба, в 1895 году).

## Описание
Герб Берлина представляет собой серебряный щит с чёрным восстающим медведем с червлёным языком и вооружением. Щит увенчан золотой короной с пятью зубцами в форме листьев. На ободе короны изображена каменная кладка стены с закрытыми воротами в центре.

## Использование
В полном варианте герб имеют право использовать лишь учреждения федеральной земли Берлин, однако помимо герба существует также логотип Берлина, идентичный гербу, но без короны. Он может использоваться и гражданами. По историческим причинам корона также используется в логотипе газеты Berliner Zeitung.

## История

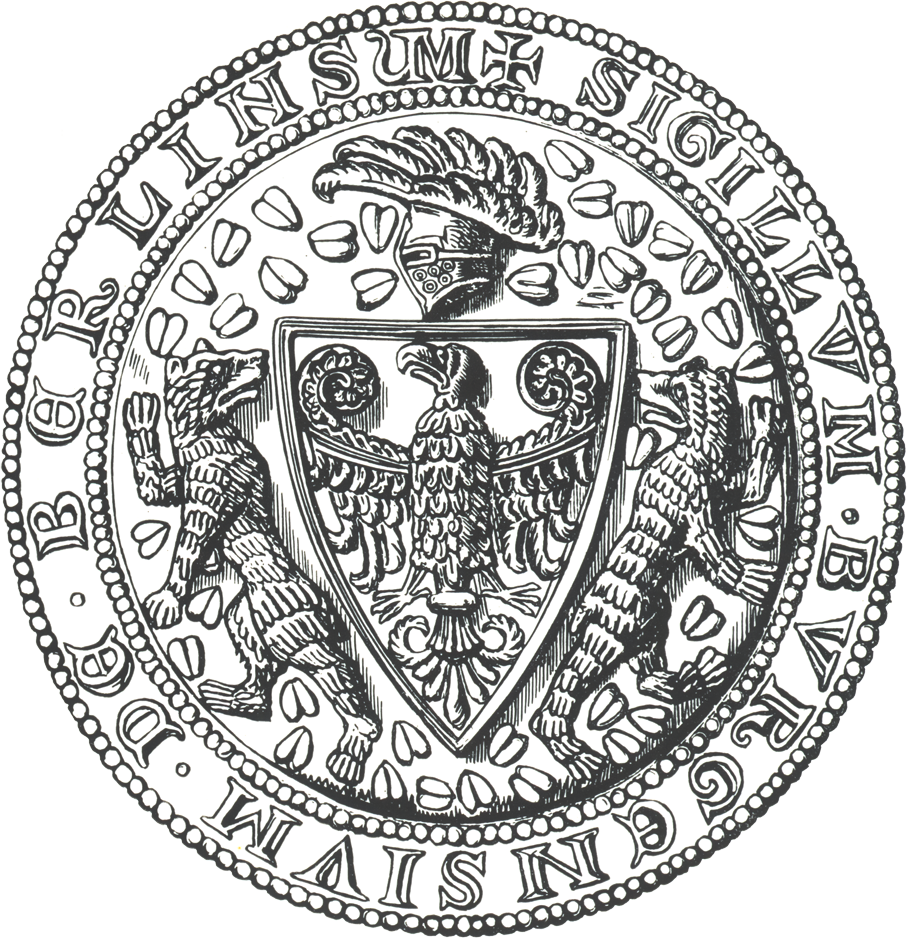
Печать Берлина 1280 года.

Считается, что медведь в гербе Берлина есть гласная фигура: он произносит первый слог названия города. Полагают также, что медведь в берлинском гербе помещен в память о маркграфе Альбрехте I «Медведе».
Впервые изображение медведя, вернее двух медведей — чёрного и бурого — вместе с орлом и маркграфским шлемом появилось на печати Берлина в 1280 году. На печати середины XV века просматривается уже один медведь, в спину которого вонзил когти орел. Так иносказательно изображалось, что город стал столицей бранденбургских курфюрстов, родовым гербом которых был орел. Этот герб Берлин имел до начала XVIII века. Магистрат города с 1588 года пользовался и малой печатью с медведем без орла. С 1709 году столица Пруссии Берлин, поглотивший близлежащие города, стал иметь герб с восстающим (стоящим на задних лапах) медведем, а над ним два орла — прусский и бранденбургский. Орлы символизировали объединение Бранденбурга с Пруссией. Городская корона над щитом появилась в 1839 году. Современная форма герба утверждена в 1954 году.